# Ludwig Ehrhardt
Ludwig Ehrhardt (* 30. Oktober 1864 in Wesel; † 23. Februar 1938 in Seeheim) war ein evangelischer Theologe und letzter Oberhofprediger des Hauses Hessen-Darmstadt.

## Leben
Ehrhardt besuchte das Gymnasium in Mainz und studierte Theologie in Straßburg, Halle und Gießen. 1887 setzte er seine Studien am Predigerseminar Friedberg fort. Zwei Jahre später wurde er ordiniert. Danach war er als Vikar in Groß-Bieberau und Pfarrassistent in Worms tätig.
Seit 1890 war Ehrhardt Hofgeistlicher in Darmstadt. Zunächst in der Stellung eines Hofdiakonus war er ab 1891 zweiter Hofprediger. Von 1899 bis 1902 stand er zudem dem Evangelischen Bund in Hessen vor. Theologisch vertrat er hochkirchliche Positionen und feierte regelmäßig liturgisch stark ausgeschmückte Gottesdienste in der Hofkirche, die ihm den Vorwurf katholisierender Tendenzen einbrachten. Sein dementsprechendes beinahe sakramentales Verständnis der Ehe führte dazu, dass er sich 1905 weigerte, Großherzog Ernst Ludwig in zweiter Ehe mit Eleonore zu Solms-Hohensolms-Lich zu trauen. Nichtsdestotrotz wurde er noch am selben Tag vom Großherzog zum Oberhofprediger ernannt. Ehrhardt selbst war seit 1893 mit Toni, geb. von Hombergk zu Vach, verheiratet.
Mit seinem Großherzog in der Liebe für die Kunst verbunden, bewohnte er das Graue Haus im Prinz-Christians-Weg 4 in der Darmstädter Künstlerkolonie.
Nach der Abschaffung der Monarchie im Deutschen Reich 1918 bekam Ehrhardt keine Pfarrstelle an einer der Darmstädter Kirchen, sondern wurde 1920 Pfarrer an der Evangelischen Kirche in Sandbach, wo er bis 1922 wirkte. Weitere pfarramtliche Stationen waren Gelnhaar und Hirzenhain. Die Tradition der von Ehrhardt gefeierten hochliturgischen Gottesdienste wurde bis 1937 von der Vereinigung zur Abhaltung lutherischer Gottesdienste an der Hofkirche zu Darmstadt weitergeführt, die 1919 von Kuno Graf Hardenberg gegründet worden war. Seinen Ruhestand verlebte Ehrhardt ab 1933 in Seeheim. Von dort aus war er führend an der Etablierung der Bezirksgruppe Darmstadt der Hochkirchlichen Vereinigung Augsburgischen Bekenntnisses beteiligt, die sich regelmäßig im Gemeindehaus der Johannesgemeinde traf. Als er 1938 starb, wurde Ludwig Ehrhardt auf dem Alten Friedhof in Darmstadt beigesetzt. Die Predigt beim Gedächtnisgottesdienst in der Schlosskirche am 20. März 1938 hielt Friedrich Heiler.  

## Schriften (Auswahl)
- Der Heilige Kreuzweg: sieben kurze Passionsbetrachtungen über die Leidensstationen unseres Herrn Jesu Christi nebst einer Eingangspredigt in die Fastenzeit und einer Osterpredigt gehalten in der Grossherzoglichen Hofkirche zu Darmstadt. Johs. Waitz, Darmstadt 1900.
- Das heilige Vater-Unser: in zehn Predigten ausgelegt. Kunze, Darmstadt 1904.